# کمپ شفا
کمپ شفا، خوشحال نیستی (کره‌ای: 힐링캠프, 기쁘지 아니한가)، یا به سادگی به عنوان کمپ شفا شناخته می‌شود، یک برنامه تاک شو کره جنوبی است که در ۱۸ ژوئیه ۲۰۱۱، از اس‌بی‌اس پخش می‌شد. میزبان آن کمدین لی کیونگ کیو، مجری تلویزیونی کیم جی دونگ و بازیگر سونگ یو ری است. شناخته شده که این برنامه ژانر جدیدی از تاک شو متمرکز بر «شفابخشی» را ایجاد کرده‌است، که در سال ۲۰۱۲ و ۲۰۱۳ به روند تاک شو تبدیل شده‌است.